# Anna Heyer-Stuffer
Anna Heyer-Stuffer (* 2. März 1977 in Spišská Stará Ves, Tschechoslowakei als Anna Mikulcová) ist eine Verwaltungsjuristin und politische Beamtin (Bündnis 90/Die Grünen). Von November 2019 bis Dezember 2022 war sie Staatssekretärin im Ministerium für Soziales, Gesundheit, Integration und Verbraucherschutz des Landes Brandenburg.

## Leben
Heyer-Stuffer legte ihr Abitur in Bratislava ab und zog im Alter von 18 Jahren nach Deutschland. Sie absolvierte ein Studium der Rechtswissenschaften mit den Schwerpunkten Recht der Europäischen Union und Völkerrecht an der Universität Potsdam und der Technischen Universität Dresden. Sie befasste sich mit Minderheitenrechten in der Slowakei am Beispiel der Roma. Ihr Rechtsreferendariat absolvierte sie am Landgericht Potsdam. Nach dem Abschluss ihres Studiums war sie in verschiedenen Ministerien in Sachsen und Brandenburg sowie freiberuflich für den Deutschen Anwaltverein tätig. Von 2005 bis 2010 verantwortete sie an der Universität Potsdam als Referentin die Umsetzung der Bologna-Reform und das Akkreditierungsverfahren.
Im Januar 2010 wurde Heyer-Stuffer Fraktionsgeschäftsführerin von Bündnis 90/Die Grünen im Brandenburger Landtag. Von 2011 bis Ende 2015 war sie Vorstandsmitglied der Landesstiftung der Heinrich-Böll-Stiftung Brandenburg, sie war zudem stellvertretende Vorsitzende des Migrantenbeirats der Stadt Potsdam. Zum 20. November 2019 wurde sie im Zuge der Bildung des Kabinetts Woidke III von Ministerin Ursula Nonnemacher zur Staatssekretärin im Ministerium für Soziales, Gesundheit, Integration und Verbraucherschutz des Landes Brandenburg berufen. Dieses Amt legte sie am 4. Dezember 2022 nieder. Ihr folgte Antje Töpfer nach. Heyer-Stuffer ist seit dem 5. Dezember 2022 Leiterin der Zentralabteilung des Bundesministeriums für Familie, Senioren, Frauen und Jugend.
Heyer-Stuffer gehörte der Mitgliederversammlung der Heinrich-Böll-Stiftung an.